# Sanchez Watt
Herschel Oulio Sanchez Watt (nascut el 14 de febrer de 1991), més conegut com a Sanchez Watt, és un futbolista anglès que actualment jugar per l'Arsenal FC.